# Dorothy Seacombe
Dorothy Seacombe (Bolton, 22 de março de 1906 — Londres, dezembro de 1994) foi uma atriz de cinema britânica.